# Fortuné Delsaux
Pour les articles homonymes, voir Delsaux.
Fortuné Delsaux (Marquion, 24 juillet 1915 - Grenoble, 10 janvier 1946) est un militaire français, Compagnon de la Libération par décret du 7 Mars 1941. Déjà engagé avant le début de la Seconde Guerre mondiale, il rejoint les forces françaises libres au Proche-Orient dès 1940 et participe aux campagnes d'Afrique et du Levant. Débarqué en Italie puis en France, il participe à la libération de cette dernière.

## Biographie

### Jeunesse et engagement
Fortuné Delsaux naît le 24 juillet 1915 à Marquion dans le Pas-de-Calais. Il ne connaît pas son père, mort avant sa naissance et perd sa mère prématurément en 1917. Élevé par des membres de sa famille, il devient mécanicien et exerce ce métier jusqu'à ses 20 ans. En 1935, il devance l'appel et est incorporé au 5e régiment de chasseurs d'Afrique basé à Alger. Un an plus tard, après avoir été promu successivement brigadier puis brigadier-chef, il décide de s'engager et est muté au 4e régiment de spahis tunisiens à Damas4e régiment de spahis tunisiens. Il est par la suite affecté au dépôt de cavalerie du Levant en janvier 1940 après avoir été promu maréchal des logis un an plus tôt.

### Seconde Guerre mondiale
En juin 1940, Fortuné Delsaux fait partie des premiers militaires français refusant l'armistice. Fuyant la Syrie le 27 juin, il gagne la Palestine où il rejoint 500 soldats français issus du 24e régiment d'infanterie coloniale. Les volontaires français venus de Syrie, du Liban et de Chypre forment le 1er bataillon d'infanterie de marine (1er BIM) qui, intégré aux troupes britanniques, forme le 1er élément des "Free French".
En septembre 1940, au sein de la 1re compagnie du 1er BIM, il participe à la campagne de Libye contre les Italiens. Participant aux batailles de Solloum, Bardia et Tobrouk, il s'illustre lors de la prise de Benghazi au cours de laquelle parvient à ravitailler plusieurs fois sa section sous le feu de l'artillerie ennemie. Ce fait d'arme lui vaut une citation et d'être parmi les premiers Français faits Compagnons de la Libération au début de l'année 1941.
De retour en Syrie, il y participe à la campagne de 1941 avant de retourner à nouveau en Libye où il est promu sergent-chef et participe à la prise du col d'Halfaya en janvier 1942. Du 27 mai au 10 juin, il est engagé dans la bataille de Bir Hakeim où il se distingue particulièrement, à nouveau en assurant le ravitaillement de sa compagnie, de jour comme de nuit et sous le feu ennemi. Lors de la sortie des troupes françaises de la position de Bir-Hakeim dans la nuit du 10 au 11 juin, Fortuné Delsaux s'égare dans le désert mais parvient cependant à rejoindre son unité au prix de plusieurs jours de marche. Il doit alors séjourner plusieurs semaines à l'hôpital puis en convalescence, successivement à Alexandrie, Beyrouth et Sawfar. Entre-temps, le 1er BIM a fusionné avec le bataillon du Pacifique pour former le bataillon d'infanterie de marine et du Pacifique. C'est au sein de cette nouvelle unité que Fortuné Delsaux combat à El Alamein en octobre 1942. En juin de l'année suivante, après avoir participé à la campagne de Tunisie, il est muté à la Compagnie de Quartier-général no 51.
En janvier 1944, il est promu adjudant et affecté à l'Atelier lourd no 3 de la 1re division française libre. 5 mois plus tard, il participe à la campagne d'Italie puis le 1er septembre, au sein de l'Armée B du général De Lattre, il débarque en Provence. Remontant la vallée du Rhône, il parvient jusqu'aux contreforts des Vosges. Après un bref détour vers l'Atlantique où son unité est appelée à participer à la réduction de la poche de Royan, il revient rapidement dans l'est pour combattre lors de la campagne d'Alsace.

### Après-guerre
Sorti indemne de tous ses combats, c'est de maladie que Fortuné Delsaux meurt le 10 janvier 1946 à Grenoble. Il est inhumé dans la Nécropole nationale de la Doua à Villeurbanne.

## Décorations
|  |  |  |
|  |  |  |

| Chevalier de la Légion d'honneur | Chevalier de la Légion d'honneur | Compagnon de la Libération                                         | Compagnon de la Libération                                         | Médaille militaire                                                   | Médaille militaire                                                   |
| Croix de guerre 1939-1945        | Croix de guerre 1939-1945        | Médaille coloniale Avec agrafes "Libye", "Bir-Hakeim" et "Tunisie" | Médaille coloniale Avec agrafes "Libye", "Bir-Hakeim" et "Tunisie" | Médaille commémorative des services volontaires dans la France libre | Médaille commémorative des services volontaires dans la France libre |